# Ярославски район
Ярославски район е административен район на Североизточен окръг в Москва.